# Google Класс
Google Класс — бесплатный веб-сервис, разработанный Google для школ, который призван упростить создание, распространение и оценку заданий безбумажным способом. Основная цель Google Класс — упростить процесс обмена файлами между учителями и учениками.
Google Класс сочетает в себе Google Диск для создания и распространения заданий, набор сервисов Google для создания документов, презентаций и электронных таблиц, Gmail для общения и Календарь Google для планирования. Учащиеся могут быть приглашены в курс по уникальному коду или автоматически импортированы из школьного домена. При создании курса создается отдельная папка на соответствующем диске пользователя, где ученик может представить работу для оценки учителю. Мобильные приложения, доступные для устройств iOS и Android, позволяют пользователям делать фотографии и прикреплять их к заданиям, обмениваться файлами из других приложений и получать доступ к информации в автономном режиме. Учителя могут следить за успеваемостью каждого учащегося, а после оценки учителя могут возвращать работу вместе с комментариями.

## История
Google Класс был анонсирован 6 мая 2014 года. Предварительный просмотр был доступен для некоторых участников программы G Suite for Education от Google. Регистрация в сервисе открыта 12 августа 2014 года. В 2015 году Google анонсировала Класс API и кнопку «Поделиться» для веб-сайтов, что позволило школьным администраторам и разработчикам продолжить взаимодействие с Google Класс. Также в 2015 году Google интегрировал Календарь Google для планирования сроков выполнения заданий. В 2017 году Google открыл Класс, чтобы позволить любым пользователям сервисов Google присоединяться к курсам без необходимости иметь учётную запись G Suite for Education и в апреле того же года любой любой пользователь Google смог создать курсы и обучать.
В 2018 году Google объявил об обновлении Класса, добавив раздел с курсами, улучшив интерфейс оценки, позволяя повторно использовать задания и материалы из других классов, и добавив функции для учителей, чтобы организовать контент по темам.
В 2019 году Google представил 78 новых иллюстрированных тем и возможность перетаскивать темы и задания в разделе списка курсов.

## Особенности
Google Класс объединяет Google Drive, Google Docs, Sheets and Slides и Gmail, чтобы помочь образовательным учреждениям перейти на безбумажную систему обучения. Позже был интегрирован Календарь Google, чтобы помочь с планированием выполнения заданий. Учащиеся могут быть приглашены в курсы через базу данных учреждения, через уникальный код, который затем может быть добавлен в пользовательский интерфейс ученика или автоматически импортирован из школьного домена. Каждый курс, созданный с помощью Google Класс, создает отдельную папку в Google Drive соответствующего пользователя, где ученик может представить работу, которую оценивает учитель.

### Назначения
Задания хранятся и оцениваются в наборе приложений для повышения производительности Google, которые позволяют сотрудничать между учителем и учеником или между учеником и учеником. Вместо того, чтобы делиться документами, которые находятся на Google Диске ученика, с учителем, файлы размещаются на Диске ученика и затем передаются для оценки. Учителя могут выбрать файл, который затем можно будет использовать как шаблон, чтобы каждый ученик мог редактировать свою собственную копию и затем возвращать его для оценки, вместо того, чтобы позволить всем учащимся просматривать, копировать или редактировать один и тот же документ. Ученики также могут прикрепить дополнительные документы со своего диска к заданию.

### Оценивание
Google Класс поддерживает множество различных схем оценки. Учителя имеют возможность прикреплять к заданию файлы, которые учащиеся могут просматривать, редактировать или получать индивидуальную копию. Учащиеся могут создавать файлы, а затем прикреплять их к заданию, если учитель не создал копию файла. У учителей есть возможность следить за успеваемостью каждого ученика в задании, где они могут оставлять комментарии. Получившие задания могут быть оценены учителем и возвращены с комментариями, чтобы позволить ученику переделать задание и отправить его учителю ещё раз. После оценки задания могут редактироваться только учителем, если учитель не вернет их обратно.

### Общение
Учителя могут публиковать объявления в ленте, которые могут комментировать ученики, обеспечивая двустороннюю связь между учителем и учениками. Ученики также могут публиковать сообщения в ленте курса, но они не будут иметь такой высокий приоритет, как объявление учителя, и их можно будет модерировать. Множество типов мультимедиа из продуктов Google, таких как видео YouTube и файлы Google Диска, могут быть прикреплены к объявлениям и публикациям для обмена контентом. Gmail также предоставляет опцию электронной почты учителям для отправки электронных писем одному или нескольким учащимся в интерфейсе Google Classroom. Доступ к Классу можно получить через Интернет или через мобильные приложения для Android и iOS.

### Отчет об оригинальности
Отчет об оригинальности был представлен в январе 2020 года. Это позволяет преподавателям и ученикам видеть части и разделы представленной работы, которая содержит точную или подобную формулировку из другого источника. Для учеников это выделяет исходные материалы и помечает пропущенную цитату, чтобы помочь ученику улучшить свою работу. Преподаватели также могут просматривать отчет об оригинальности, что позволяет им проверить академическую уникальность представленной учеником работы. В G Suite for Education (бесплатно) учителя могут включить отчет об оригинальности для 3 заданий. Это ограничение снято для G Suite Enterprise for Education (платно). Данная возможность недоступна в персональных аккаунтах.

### Архив курса
Класс позволяет преподавателям архивировать курсы в конце семестра или учебного года. Когда курс архивируется, он удаляется с домашней страницы и помещается в область «Архивные курсы», чтобы помочь учителям организовывать свои текущие занятия. Когда курс архивируется, преподаватели и ученики могут просматривать его, но не могут вносить в него изменения, пока он не будет восстановлен.

### Мобильные приложения
Мобильные приложения Google Класс, представленные в январе 2015 года, доступны для устройств iOS и Android . Приложения позволяют пользователям делать фотографии и прикреплять их к своим заданиям, обмениваться файлами из других приложений и поддерживать автономный доступ.

### Конфиденциальность
В отличие от потребительских служб Google, Google Класс, как часть G Suite for Education, не отображает в своем интерфейсе никакой рекламы для учеников и преподавателей, а пользовательские данные не сканируются и не используются в рекламных целях.

## Отзывы
В обзоре eLearningIndustry о Google Класс выделили много положительных и отрицательных аспектов. Среди сильных сторон Класса в обзоре были отмечены простота использования, универсальная доступность устройств, использование Google Диска в качестве эффективного способа для учителей быстро делиться заданиями с учениками, безбумажный процесс, а также система быстрой обратной связи между учениками и преподавателями. Среди недостатков Класса в обзоре выделена тесная интеграция сервиса приложений и сервисов Google с ограниченной или отсутствующей поддержкой внешних файлов или сервисов, отсутствием автоматических тестов, а также отсутствием живых чатов, которые могут помочь в обратной связи.

## Критика
Как компания Google была подвергнута критике по нескольким различным вопросам, в том числе конфиденциальности. Специфическая критика Google Класса, как правило, фокусируется на заботе о конфиденциальности данных учеников, в том числе их использовании в других сервисах Google. Также отмечают отсутствие полноценного журнала успеваемости, отсутствие автоматических тестов (общие функции в системах управления обучением), и возможность редактирования заданий после их публикации.
Google отреагировал на озабоченность по поводу обеспечения конфиденциальности заявлением о том, что «Google стремится создавать продукты, которые помогают защитить конфиденциальность учащихся и преподавателей и обеспечивают лучшую в своем классе безопасность для вашего учреждения».